# Moulay Slissen
Moulay Slissen est une commune de la wilaya de Sidi Bel Abbès en Algérie.

## Géographie

### Situation
| Ben Badis             | Chettouane Belaila    | Sidi Ali Benyoub |
| Aïn Tallout (Tlemcen) | Moulay Slissen        | Mezaourou        |
| Aïn Tallout (Tlemcen) | Aïn Tallout (Tlemcen) | El Haçaiba       |